# Jill Janus
Jill Janus (ur. 2 września 1975 w Portland, zm. 14 sierpnia 2018 tamże) – amerykańska wokalistka heavymetalowa, członkini zespołów Huntress, The Starbreakers, Chelsea Girls.
Jill Janus rozpoznawalność przyniosła współpraca z zespołem Huntress, którego była wokalistką. Była niezwykle kreatywna, jako wokalistka występowała też w zespołach The Starbreakers i Chelsea Girls. Ponadto była współkompozytorką rock opery Victory.
W jednym z wywiadów wokalistka przyznała otwarcie, że zmagała się z chorobą dwubiegunową, schizofrenią i zaburzeniem dysocjacyjnym tożsamości, prawdopodobnie problemy ze zdrowiem psychicznym przyczyniły się do samobójstwa wokalistki 14 sierpnia 2018 roku.